# Fantaye Sirak
Fantaye Sirak (ur. 17 grudnia 1963) – etiopska lekkoatletka.
W 1980 wystartowała na igrzyskach olimpijskich, na których wystartowała w biegu na 800 m. Odpadła w pierwszej rundzie, zajmując ostatnie, 7. miejsce w swoim biegu eliminacyjnym z czasem 2:08,7 s.
Brązowa medalistka mistrzostw Afryki w maratonie z 1994 z czasem 3:19:05.
Mistrzyni Etiopii w biegu na 3000 m z 1984.